# Aeroportul Akutan
Aeroportul Akutan (IATA: KQA, ICAO: PAUT, FAA LID: 7AK) este un aeroport din Aleutians East Borough, Alaska, Alaska, Statele Unite ale Americii ce deservește zona Akutan⁠(d). Aeroportul a fost tranzitat în 2019 de 6.136 de pasageri. A fost numit după zona deservită.
Situat la o altitudine de 41 m, aeroportul dispune de 1 pistă. Este operat de Alaska Department of Transportation & Public Facilities⁠(d).

## Infrastructură

### Piste
Aeroportul dispune de o singură pistă. Pista 09/27 are suprafața de asfalt și dimensiunile 4.500 picioare × 75 picioare. 